# Jack Cameron
Jack Cameron   (Ottawa, 3 de desembre de 1900 - Danville, 29 de novembre de 1981) va ser un jugador d'hoquei sobre gel canadenc que va competir durant la dècada de 1920.
El 1924 va prendre part en els Jocs Olímpics de Chamonix, on guanyà la medalla d'or en la competició d'hoquei sobre gel. A nivell de clubs va jugar al Toronto Granites, amb qui guanyà l'Allan Cup de 1922.